# Parawintrebertia pauliani
Parawintrebertia pauliani är en insektsart som först beskrevs av Marius Descamps 1964.  Parawintrebertia pauliani ingår i släktet Parawintrebertia och familjen Euschmidtiidae.

## Underarter
Arten delas in i följande underarter:
- P. p. betrokae
- P. p. pauliani